# Денисово (Мокроусовський округ)
Дени́сово (рос. Денисово) — присілок у складі Мокроусовського округу Курганської області, Росія.
Населення — 9 осіб (2010, 25 у 2002).
Національний склад станом на 2002 рік:
- росіяни — 76 %